# Tornborgs Maskinfabrik AB
Tornborgs Maskinfabrik AB, är ett industriföretag från Lindås i Småland. 
Företaget grundades 1871 som A.-B. Gullbergs & Co. Mekaniska Verkstad. År 1916 köptes företaget av Tornborg & Lundberghs Eftr. A.B., det levde sedan vidare som dotterbolag och underleverantör för tillverkning av bland annat betongblandare och bygghissar, som moderbolaget konstruerade och sålde.
Efter att Tornborg & Lundberg AB lagts ned, friköptes verksamheten i Lindås, varvid Tornborgs Maskinfabrik AB bildades 1980.
Tillverkningen av betongblandare upphörde 1986, men reservdelar till sådana säljs fortfarande. I övrigt har man koncentrerat sin tillverkning till hissar (bygghissar).